# Philotheca brevifolia
Philotheca brevifolia är en vinruteväxtart som först beskrevs av Stephan Ladislaus Endlicher, och fick sitt nu gällande namn av Paul G. Wilson. Philotheca brevifolia ingår i släktet Philotheca och familjen vinruteväxter. Inga underarter finns listade i Catalogue of Life.